# 虞世南

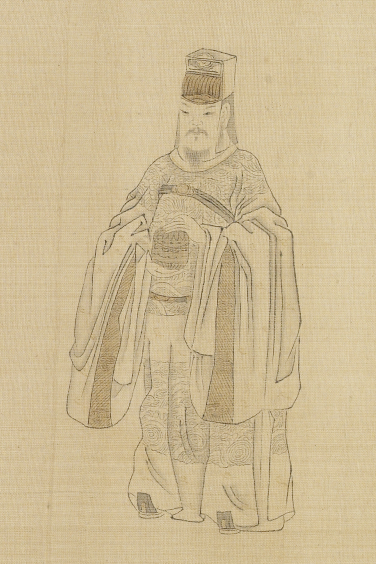
虞世南

虞 世南（ぐ せいなん、永定2年（558年）- 貞観12年5月25日（638年7月11日））は、中国の唐の書家・政治家。字は伯施。越州餘姚県（現在の浙江省餘姚市）の人。初唐の三大家の一人。秦王府十八学士のひとりに挙げられた。

## 略歴
虞茘の子として生まれた。兄の虞世基とともに顧野王のもとで学んだ。太宗に仕え、弘文館学士、秘書監などに任じられた。
書家としての世南は、書を智永禅師に学び、楷書をよくし、その書風は「君子の書」と称された。書の作品としては『孔子廟堂碑』（こうしびょうどうひ）が著名。文集に『虞秘監集』がある。

## 書作品

### 孔子廟堂碑
建碑は、貞観3年（629年）前後で書体は楷書である。碑文によると、唐の太宗が文教復興の第一歩として、武徳9年（626年）、長安の国子監の孔子廟を再建することを命じ、虞世南はその命によって記念の碑文を撰し書した。しかしこの碑は、建立後間もなく貞観年中に火災に遭って破壊され、武則天の長安3年（703年）に重刻（じゅうこく、模刻）したともいわれるが、これも今は失われて現存しない。現存するものに、唐時代の拓本を主とする拓本（三井文庫蔵）と別の唐時代の拓本から覆刻された2基の碑（陝西本と城武本）がある。
- 陝西本（せんせいぼん）

宋初に、原本（唐の原石の拓本）から王彦超が覆刻したもの。西安碑林に現存するが、石は3つに割れている。
- 城武本（じょうぶぼん）

元の至正年間（1341年 - 1367年）に、山東省の定陶県で黄河が決壊したときに出土した碑である。陝西本とは行数や空格（空欄）が異なっている。
概して両本を比較すると、城武本の方が原本の趣を伝えていると評される。原本は、全文2017字であるが、三井文庫所蔵の拓本は、唐刻の文字は1446字で、残りは陝西本で補っている。

### 昭仁寺碑
建碑は貞観4年（630年）で書体は楷書であり、40行、各行84字ある。碑は高さ2.58m、幅1.05mの大きなもので、碑文は朱子奢撰、筆者は古くから虞世南といわれているが確証はない。『等慈寺碑』と同じく、寺は貞観3年、太宗の詔によって戦没者の冥福のために建てられたもので、陝西省長武県城内にある。

## 著作
- 北堂書鈔
- 帝王略論
- 筆髄論
- 書旨述